# Богданица (Васлуј)
Богданица (рум. Bogdăniţa) насеље је у Румунији у округу Васлуј у општини Богданица. Oпштина се налази на надморској висини од 188 m.

## Становништво
Према подацима из 2002. године у насељу је живело 1575 становника, од којих су сви румунске националности.

### Хронологија
| Година       | 1992 | 1993 | 1994 | 1995 | 1996 | 1997 | 1998 | 1999 | 2000 | 2001 | 2002 | 2003 | 2004 | 2005 | 2006 | 2007 | 2008 | 2009 | 2010 | 2011 | 2012 | 2013 | 2014 | 2015 | 2016 | 2017 |
| ------------ | ---- | ---- | ---- | ---- | ---- | ---- | ---- | ---- | ---- | ---- | ---- | ---- | ---- | ---- | ---- | ---- | ---- | ---- | ---- | ---- | ---- | ---- | ---- | ---- | ---- | ---- |
| Становништво | 1692 | 1655 | 1611 | 1610 | 1630 | 1627 | 1629 | 1629 | 1670 | 1671 | 1695 | 1695 | 1661 | 1660 | 1648 | 1646 | 1653 | 1663 | 1662 | 1631 | 1620 | 1599 | 1601 | 1579 | 1569 | 1562 |